# Steve Heighway
Stephen Derek "Steve" Heighway (25 de novembre de 1947) és un exfutbolista irlandès de la dècada de 1970.
Fou 34 cops internacional amb la selecció de la República d'Irlanda. Pel que fa a clubs, defensà els colors del Liverpool FC.

## Palmarès
- Football League First Division (4):[4] 1972-73, 1975-76, 1976-77, 1978-79
- FA Cup (1): 1973-74[4]
- League Cup (1): 1980-81[4]
- FA Charity Shield (4): 1974,[5] 1976,[6] 1977 (shared),[7] 1979[8]
- Copa d'Europa de futbol (2):[4] 1976-77, 1977-78
- Copa de la UEFA (2):[4] 1972-73, 1975-76
- Supercopa d'Europa de futbol (1): 1977[9]